# SMA*
SMA* o o simplificado de memoria acotada A * es un algoritmo del camino más corto basada en el algoritmo A*. La principal ventaja de SMA * es que utiliza una memoria limitada, mientras que el algoritmo A * puede ser que necesite memoria exponencial. Todas las demás características de SMA * son heredados de A *.

## Proceso
Como A *, se expande las ramas más prometedoras de acuerdo con la heurística. Lo que diferencia a SMA * aparte es que poda nodos cuya expansión se ha revelado menos prometedor de lo esperado. El enfoque permite que el algoritmo para explorar ramas y dar marcha atrás para explorar otras ramas.
La expansión y la poda de los nodos es impulsado por mantener dos valores de {\displaystyle f} para cada nodo. El nodo {\displaystyle x} almacena un valor de {\displaystyle f(x)} que estima el costo de llegar a la meta mediante la adopción de un camino a través de ese nodo. Cuanto menor sea el valor, mayor es la prioridad. Al igual que en A * este valor es inicializado para {\displaystyle h(x)+g(x)}, pero entonces será actualizado para reflejar los cambios en esta estimación cuando sus hijos se expanden. Un nodo completamente expandido tendrá un valor de {\displaystyle f} por lo menos tan alta como la de sus sucesores. Además, el nodo almacena el valor {\displaystyle f} del sucesor mejor olvidado. Este valor se restablece si el sucesor olvidado se revela para ser el sucesor más prometedor.
Comenzando con el primer nodo, mantiene ABIERTO, ordenó lexicográficamente por {\displaystyle f} y profundidad. Al elegir un nodo para expandir, elige la mejor de acuerdo a ese orden. Al seleccionar un nodo de podar, elige el peor.

## Propiedades
SMA * tiene las siguientes propiedades
- Funciona con una heurística, al igual que A *
- Es completo si la memoria permitido es lo suficientemente alta para almacenar la solución menos profunda
- Es óptimo si la memoria permitido es lo suficientemente alta como para almacenar la solución óptima menos profunda, de lo contrario volverá la mejor solución que se ajusta en la memoria permitido
- Evita estados repite mientras la memoria unida permite
- Se utilizará toda la memoria disponible
- La ampliación de la memoria ligada del algoritmo sólo acelerará el cálculo
- Cuando hay suficiente memoria disponible para contener todo el árbol de búsqueda, a continuación, el cálculo tiene una velocidad óptima

## Implementación
La aplicación de SMA * es muy similar a la de A *,la única diferencia es que cuando no hay ningún espacio a la izquierda, los nodos con el más alto f costo se podan de la cola. Debido a que se eliminan los nodos, la SMA * también tiene que recordar el f - coste del niño mejor olvidado con el nodo padre.
Pseudo código:
```
function
 
SMA
-
star
(
problem
)
:
 
path

  
queue
:
 
set
 
of
 
nodes
,
 
ordered
 
by
 
f
-
cost
;

begin

  
queue
.
insert
(
problem
.
root
-
node
)
;

  
while
 
True
 
do
 
begin

    
if
 
queue
.
empty
()
 
then
 
return
 
failure
;
 
//there is no solution that fits in the given memory

    
node
 
:=
 
queue
.
begin
()
;
 
// min-f-cost-node

    
if
 
problem
.
is
-
goal
(
node
)
 
then
 
return
 
success
;

    

    
s
 
:=
 
next
-
successor
(
node
)

    
if
 
!
problem
.
is
-
goal
(
s
)
 
&&
 
depth
(
s
)
 
==
 
max_depth
 
then

        
f
(
s
)
 
:=
 
inf
;
 

        
// there is no memory left to go past s, so the entire path is useless

    
else

        
f
(
s
)
 
:=
 
max
(
f
(
node
)
,
 
g
(
s
)
 
+
 
h
(
s
))
;

        
// f-value of the successor is the maximum of

        
//      f-value of the parent and 

        
//      heuristic of the successor + path length to the successor

    
endif

    
if
 
no
 
more
 
successors
 
then

       
update
 
node
-
s
 
f
-
cost
 
and
 
those
 
of
 
its
 
ancestors
 
if
 
needed

    

    
if
 
node
.
successors
 
⊆
 
queue
 
then
 
queue
.
remove
(
node
)
;
 

    
// all children have already been added to the queue via a shorter way

    
if
 
memory
 
is
 
full
 
then
 
begin

      
badNode
 
:=
 
shallowest
 
node
 
with
 
highest
 
f
-
cost
;

      
for
 
parent
 
in
 
badNode
.
parents
 
do
 
begin

        
parent
.
successors
.
remove
(
badNode
)
;

        
if
 
needed
 
then
 
queue
.
insert
(
parent
)
;
 

      
endfor

    
endif

    
queue
.
insert
(
s
)
;

  
endwhile

end

```